# وستین (دهانه)
وستین یک دهانه برخوردی در ماه‌ است.

## دهانه‌های اقماری
این دهانه ۲ دهانه اقماری دارد.
| Vestine | عرض جغرافیایی | طول جغرافیایی | قطر          |
| ------- | ------------- | ------------- | ------------ |
| A       | ۳۶.۲° N       | ۹۴.۸° E       | ۱۷.۰ کیلومتر |
| T       | ۳۳.۹° N       | ۹۱.۱° E       | ۴۹.۰ کیلومتر |